# Glockenturm Prieschka

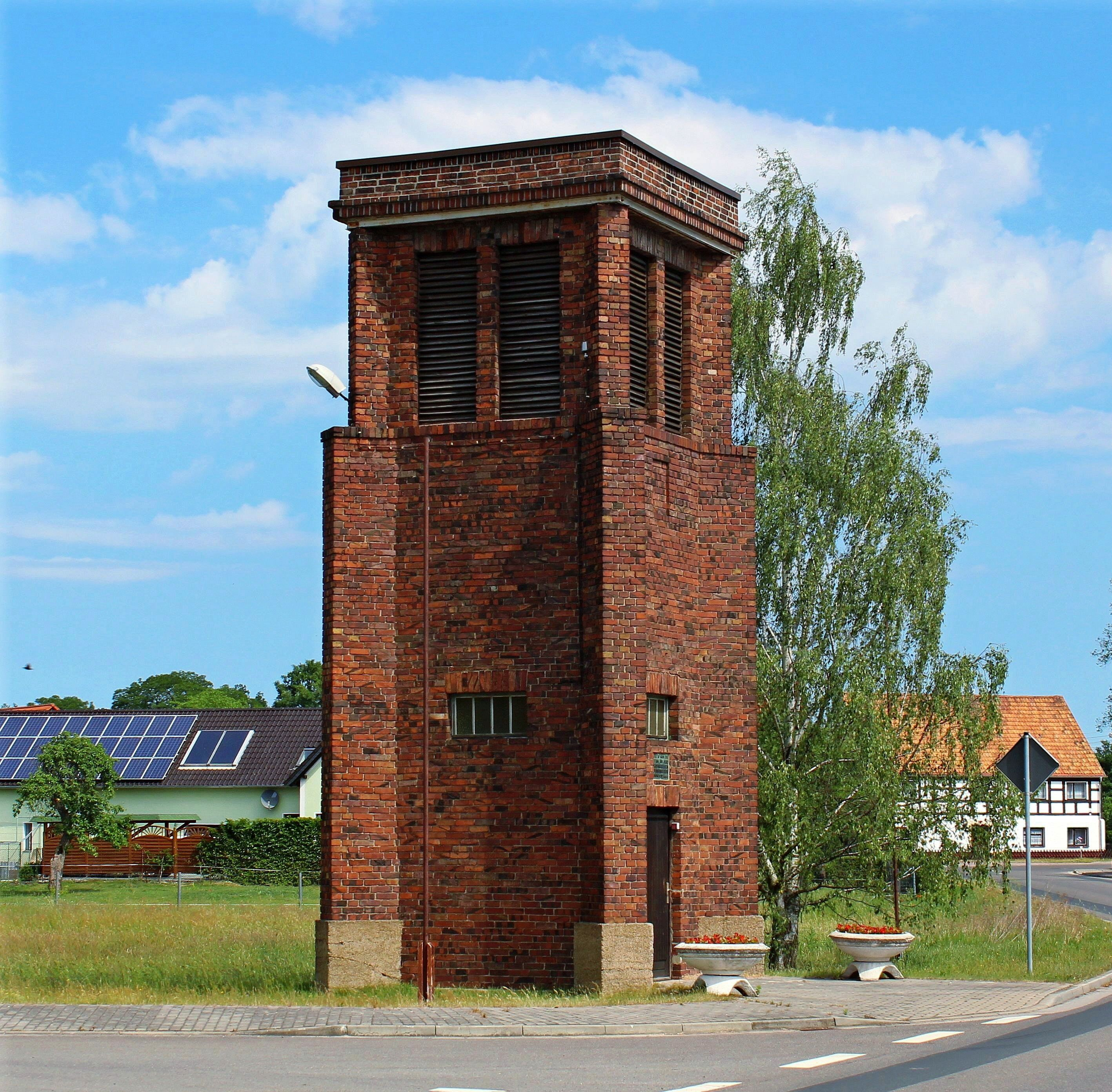
Glockenturm

Der Prieschkaer Glockenturm ist ein Baudenkmal, das sich im Bad Liebenwerdaer Ortsteil Prieschka im südbrandenburgischen Landkreis Elbe-Elster befindet.

## Geschichte
Im Jahre 1929 stifteten die in Prieschka geborenen, in Leipzig lebenden Brüder Georg und Julius Müller ihrem Geburtsort 5.000 Mark. Dieses Geld sollte zur Anschaffung von zwei Glocken und zum Bau des dazugehörigen Glockenturms benutzt werden. Am 16. Oktober 1929 erfolgte die feierliche Einweihung des Klinkerbaus, an der sich nahezu alle Einwohner und sämtliche Vereine beteiligten. Geweiht wurden die Glocken durch den Prösener Pfarrer, da der Würdenhainer Pfarrer Buchholz, wegen vorangegangener Streitigkeiten zwischen dem Pfarramt und Prieschka um die zweite Glocke, eine Weihe ablehnte. Die beiden Stifter wurden zu Ehrenbürgern des Ortes ernannt. Am Morgen des 20. Februar 1942 wurden die beiden Glocken von Julius Jost und seinem Enkel zum letzten Mal geläutet, bevor diese auf staatliche Anordnung demontiert und zum Einschmelzen abgegeben werden mussten. Durch zahlreiche Spenden aus der Gemeinde und Einnahmen aus Veranstaltungen des Männerchors konnten am Weihnachtstag 1953 zwei neue Glocken durch Pfarrer Vogel eingeweiht werden. Die Stahlglocken kamen von der Gießerei Gebrüder Schilling in Apolda. Die große Glocke wiegt 480 kg und trägt die Inschrift: Hart ist die Zeit – Herr steh uns bei mach uns frei.
Die kleinere Glocke hat ein Gewicht von 360 kg und trägt den Bibelspruch: Der Herr gibt deinen Grenzen Frieden.
Die Glocken ertönen an jedem Wochenende (Sonnabend, Sommer: 18 Uhr; Winter: 17 Uhr) und vor jedem Feiertag. Beim Tod eines Gemeindemitglieds geleitet ihr Läuten den Verstorbenen zur letzten Ruhe. 1994 stellten die Stadtverordneten Ingeborg Angermann und Peter Weck ihr Sitzungsgeld zur Verfügung, damit die Tradition des Glockenläutens nicht eingestellt werden musste, was wegen Geldmangels drohte.